# Söhne Mannheims/Diskografie
Diese Diskografie ist eine Übersicht über die musikalischen Werke der deutschen Popband Söhne Mannheims. Den Schallplattenauszeichnungen zufolge hat sie bisher mehr als 2,1 Millionen Tonträger verkauft, davon alleine in ihrer Heimat über 1,7 Millionen. Ihre erfolgreichste Veröffentlichung ist das zweite Studioalbum Noiz mit über 700.000 verkauften Einheiten.

## Alben

### Studioalben
| Jahr | Titel Musiklabel                              | Höchstplatzierung, Gesamtwochen, AuszeichnungChartplatzierungen (Jahr, Titel, Musiklabel, Platzierungen, Wochen, Auszeichnungen, Anmerkungen) | Höchstplatzierung, Gesamtwochen, AuszeichnungChartplatzierungen (Jahr, Titel, Musiklabel, Platzierungen, Wochen, Auszeichnungen, Anmerkungen) | Höchstplatzierung, Gesamtwochen, AuszeichnungChartplatzierungen (Jahr, Titel, Musiklabel, Platzierungen, Wochen, Auszeichnungen, Anmerkungen) | Anmerkungen                                                 |
| Jahr | Titel Musiklabel                              | DE | AT | CH | Anmerkungen                                                 |
| ---- | --------------------------------------------- | --- | --- | --- | ----------------------------------------------------------- |
| 2000 | Zion Söhne Mannheims (UMG)                    | DE4 Platin · (32 Wo.)DE | AT3 Gold · (27 Wo.)AT | CH13 Gold · (20 Wo.)CH | Erstveröffentlichung: 27. November 2000 Verkäufe: + 350.000 |
| 2004 | Noiz Söhne Mannheims (UMG)                    | DE1 ×3Dreifachplatin · (72 Wo.)DE | AT1 ×2Doppelplatin · (67 Wo.)AT | CH4 Platin · (64 Wo.)CH | Erstveröffentlichung: 13. Juni 2004 Verkäufe: + 700.000     |
| 2009 | Iz On Söhne Mannheims (Tonpool)               | DE3 Gold · (24 Wo.)DE | AT4 Gold · (19 Wo.)AT | CH4 Gold · (18 Wo.)CH | Erstveröffentlichung: 10. Juli 2009 Verkäufe: + 125.000     |
| 2011 | Barrikaden von Eden Söhne Mannheims (Tonpool) | DE2 Gold · (19 Wo.)DE | AT2 (25 Wo.)AT | CH2 (19 Wo.)CH | Erstveröffentlichung: 13. Mai 2011 Verkäufe: + 100.000      |
| 2014 | ElyZion Söhne Mannheims (Tonpool)             | DE9 (6 Wo.)DE | AT4 (6 Wo.)AT | CH9 (8 Wo.)CH | Erstveröffentlichung: 21. Februar 2014                      |
| 2017 | MannHeim Söhne Mannheims (Tonpool)            | DE6 (8 Wo.)DE | AT8 (4 Wo.)AT | CH10 (9 Wo.)CH | Erstveröffentlichung: 21. April 2017                        |
| 2023 | Kompass Söhne Mannheims (Tonpool)             | DE66 (1 Wo.)DE | — | — | Erstveröffentlichung: 15. September 2023                    |

### Livealben
| Jahr | Titel Musiklabel                                                    | Höchstplatzierung, Gesamtwochen, AuszeichnungChartplatzierungen (Jahr, Titel, Musiklabel, Platzierungen, Wochen, Auszeichnungen, Anmerkungen) | Höchstplatzierung, Gesamtwochen, AuszeichnungChartplatzierungen (Jahr, Titel, Musiklabel, Platzierungen, Wochen, Auszeichnungen, Anmerkungen) | Höchstplatzierung, Gesamtwochen, AuszeichnungChartplatzierungen (Jahr, Titel, Musiklabel, Platzierungen, Wochen, Auszeichnungen, Anmerkungen) | Anmerkungen                                                                      |
| Jahr | Titel Musiklabel                                                    | DE | AT | CH | Anmerkungen                                                                      |
| ---- | ------------------------------------------------------------------- | --- | --- | --- | -------------------------------------------------------------------------------- |
| 2005 | Power of the Sound Söhne Mannheims (UMG)                            | DE1 Gold · (27 Wo.)DE | AT1 Gold · (24 Wo.)AT | CH5 (19 Wo.)CH | Erstveröffentlichung: 25. Juli 2005 Verkäufe: + 115.000                          |
| 2008 | Wettsingen in Schwetzingen – MTV Unplugged XN-Tertainment (Tonpool) | DE1 Platin · (52 Wo.)DE | AT2 Gold · (21 Wo.)AT | CH1 Gold · (22 Wo.)CH | Erstveröffentlichung: 19. September 2008 Verkäufe: + 400.000                     |
| 2015 | Evoluzion Live Söhne Mannheims (Tonpool)                            | DE*DE | — | — | Erstveröffentlichung: 20. November 2015 * Verkäufe werden Evoluzion hinzuaddiert |
| 2017 | MannHeim Live Söhne Mannheims (Tonpool)                             | DE*DE | — | — | Erstveröffentlichung: 10. November 2017 * Verkäufe werden MannHeim hinzuaddiert  |
| 2020 | Live @ Alte Zigarrenfabrik Söhne Mannheims (Tonpool)                | — | — | — | Erstveröffentlichung: 11. September 2020                                         |

### Kompilationen
| Jahr | Titel Musiklabel                               | Höchstplatzierung, Gesamtwochen, AuszeichnungChartplatzierungen (Jahr, Titel, Musiklabel, Platzierungen, Wochen, Auszeichnungen, Anmerkungen) | Höchstplatzierung, Gesamtwochen, AuszeichnungChartplatzierungen (Jahr, Titel, Musiklabel, Platzierungen, Wochen, Auszeichnungen, Anmerkungen) | Höchstplatzierung, Gesamtwochen, AuszeichnungChartplatzierungen (Jahr, Titel, Musiklabel, Platzierungen, Wochen, Auszeichnungen, Anmerkungen) | Anmerkungen                                             |
| Jahr | Titel Musiklabel                               | DE | AT | CH | Anmerkungen                                             |
| ---- | ---------------------------------------------- | --- | --- | --- | ------------------------------------------------------- |
| 2015 | Evoluzion – 20 Jahre Söhne Mannheims (Tonpool) | DE7 Gold · (28 Wo.)DE | AT9 (14 Wo.)AT | CH14 (17 Wo.)CH | Erstveröffentlichung: 27. März 2015 Verkäufe: + 100.000 |

### EPs
| Jahr | Titel Musiklabel                                                 | Anmerkungen                                     |
| ---- | ---------------------------------------------------------------- | ----------------------------------------------- |
| 2021 | Piano – Live @ Capitol Söhne Mannheims (Tonpool)                 | Erstveröffentlichung: 17. Dezember 2021 Live-EP |
| 2024 | Wir singen weiter (Kompass Bonustrack) Söhne Mannheims (Tonpool) | Erstveröffentlichung: 7. Juni 2024              |

## Singles

### Als Leadmusiker
| Jahr | Titel Album                                                                    | Höchstplatzierung, Gesamtwochen, AuszeichnungChartplatzierungen (Jahr, Titel, Album, Platzierungen, Wochen, Auszeichnungen, Anmerkungen) | Höchstplatzierung, Gesamtwochen, AuszeichnungChartplatzierungen (Jahr, Titel, Album, Platzierungen, Wochen, Auszeichnungen, Anmerkungen) | Höchstplatzierung, Gesamtwochen, AuszeichnungChartplatzierungen (Jahr, Titel, Album, Platzierungen, Wochen, Auszeichnungen, Anmerkungen) | Anmerkungen                                                 |
| Jahr | Titel Album                                                                    | DE | AT | CH | Anmerkungen                                                 |
| --- | ------------------------------------------------------------------------------ | --- | --- | --- | ----------------------------------------------------------- |
| 2000 | Wir haben euch noch nichts getan Zion                                          | — | — | — | Erstveröffentlichung: 1. März 2000                          |
| 2000 | Geh’ davon aus Zion                                                            | DE2 (18 Wo.)DE | AT11 (17 Wo.)AT | CH8 (20 Wo.)CH | Erstveröffentlichung: 9. Oktober 2000                       |
| 2001 | Dein Glück liegt mir am Herzen Zion                                            | DE55 (5 Wo.)DE | — | — | Erstveröffentlichung: 5. Februar 2001                       |
| 2001 | The Power of the Sound Zion                                                    | DE98 (1 Wo.)DE | — | — | Erstveröffentlichung: 29. Mai 2001                          |
| 2003 | Mein Name ist Mensch Rio Reiser – Familienalbum: Eine Hommage (Sampler)        | DE50 (4 Wo.)DE | — | — | Erstveröffentlichung: 17. November 2003                     |
| 2004 | Vielleicht Noiz                                                                | DE9 (17 Wo.)DE | AT5 (18 Wo.)AT | CH23 (16 Wo.)CH | Erstveröffentlichung: 17. Mai 2004                          |
| 2004 | Dein Leben / Babylon System Noiz                                               | DE42 (9 Wo.)DE | AT41 (17 Wo.)AT | CH58 (5 Wo.)CH | Erstveröffentlichung: 20. August 2004                       |
| 2004 | Und wenn ein Lied Noiz                                                         | DE2 Gold · (35 Wo.)DE | AT2 Gold · (24 Wo.)AT | CH3 (33 Wo.)CH | Erstveröffentlichung: 12. Dezember 2004 Verkäufe: + 170.000 |
| 2005 | Wenn du schläfst Noiz                                                          | DE21 (9 Wo.)DE | AT27 (13 Wo.)AT | CH29 (9 Wo.)CH | Erstveröffentlichung: 2. Mai 2005                           |
| 2008 | Das hat die Welt noch nicht gesehen MTV Unplugged – Wettsingen in Schwetzingen | DE1 (19 Wo.)DE | AT4 (22 Wo.)AT | CH3 (22 Wo.)CH | Erstveröffentlichung: 8. August 2008                        |
| 2009 | Iz On                                                                          | DE15 (9 Wo.)DE | AT56 (1 Wo.)AT | CH67 (2 Wo.)CH | Erstveröffentlichung: 26. Juni 2009                         |
| 2009 | Ich wollt nur deine Stimme hör’n Iz On                                         | DE13 (13 Wo.)DE | AT37 (9 Wo.)AT | CH96 (1 Wo.)CH | Erstveröffentlichung: 28. August 2009                       |
| 2009 | Wenn du mich hören könntest Iz On                                              | — | — | — | Erstveröffentlichung: 18. Dezember 2009                     |
| 2011 | Ist es wahr (Aim High) Barrikaden von Eden                                     | DE27 (7 Wo.)DE | AT64 (1 Wo.)AT | — | Erstveröffentlichung: 8. April 2011                         |
| 2011 | Freiheit Barrikaden von Eden                                                   | DE77 (1 Wo.)DE | — | CH70 (1 Wo.)CH | Erstveröffentlichung: 15. Juli 2011                         |
| 2011 | Für dich Barrikaden von Eden                                                   | DE98 (2 Wo.)DE | — | — | Erstveröffentlichung: 9. Dezember 2011                      |
| 2012 | Gesucht & Gefunden –                                                           | DE51 (1 Wo.)DE | AT44 (1 Wo.)AT | CH57 (1 Wo.)CH | Erstveröffentlichung: 31. August 2012                       |
| 2013 | One Love –                                                                     | DE56 (1 Wo.)DE | — | — | Erstveröffentlichung: 15. Februar 2013                      |
| 2014 | Großstadt ElyZion                                                              | — | — | — | Erstveröffentlichung: 5. Februar 2014                       |
| 2014 | Augenblick ElyZion                                                             | — | — | — | Erstveröffentlichung: 9. Mai 2014                           |
| 2014 | Wir leisten es gern ElyZion                                                    | — | — | — | Erstveröffentlichung: 6. Juni 2014                          |
| 2014 | Back to You ElyZion                                                            | — | — | — | Erstveröffentlichung: 19. September 2014                    |
| 2015 | Was ist geblieben Evoluzion – 20 Jahre                                         | — | — | — | Erstveröffentlichung: 27. März 2015                         |
| 2015 | Rosenblätter Evoluzion – 20 Jahre                                              | — | — | — | Erstveröffentlichung: 26. Juni 2015                         |
| 2015 | Sunshine –                                                                     | — | — | — | Erstveröffentlichung: 1. Dezember 2015                      |
| 2017 | Guten Morgen MannHeim                                                          | — | — | — | Erstveröffentlichung: 31. März 2017                         |
| 2017 | Wir leben im Jetzt MannHeim                                                    | — | — | — | Erstveröffentlichung: 29. September 2017                    |
| 2020 | Moral –                                                                        | — | — | — | Erstveröffentlichung: 26. Juni 2020                         |
| 2020 | Miracle Kompass                                                                | — | — | — | Erstveröffentlichung: 28. August 2020                       |
| 2021 | Eine Million Lieder Kompass                                                    | — | — | — | Erstveröffentlichung: 28. Mai 2021                          |
| 2021 | Am andern Ende der Welt Kompass                                                | — | — | — | Erstveröffentlichung: 3. Dezember 2021                      |
| 2022 | Mut Kompass                                                                    | — | — | — | Erstveröffentlichung: 10. Juni 2022                         |
| 2022 | Keine Eile Kompass                                                             | — | — | — | Erstveröffentlichung: 2. Dezember 2022                      |
| 2023 | Kompassnadel Kompass                                                           | — | — | — | Erstveröffentlichung: 24. März 2023                         |
| 2023 | New Fire Kompass                                                               | — | — | — | Erstveröffentlichung: 3. August 2023                        |
| 2023 | Hauptgewinn Kompass                                                            | — | — | — | Erstveröffentlichung: 23. August 2023 feat. Clara Louise    |
| 2023 | Fragmente Kompass                                                              | — | — | — | Erstveröffentlichung: 24. November 2023                     |
| 2024 | Selbstverliebte Seelen Wir singen weiter (Kompass Bonustrack)                  | — | — | — | Erstveröffentlichung: 16. Februar 2024                      |
| 2024 | Frieden im Sturm Wir singen weiter (Kompass Bonustrack)                        | — | — | — | Erstveröffentlichung: 15. März 2024                         |
| 2024 | 60 Seconds of Fame Wir singen weiter (Kompass Bonustrack)                      | — | — | — | Erstveröffentlichung: 3. Mai 2024                           |
| 2025 | All Right Now –                                                                | — | — | — | Erstveröffentlichung: 27. Juni 2025                         |
| Folgende Lieder erschienen nicht als Single, wurden aber durch das Album zum Download und Streaming bereitgestellt und konnten somit eine Platzierung erlangen: |                                                                                | | | |                                                             |
| |                                                                                | | | |                                                             |
| 2008 | Zurück zu dir Noiz                                                             | — | — | CH75 (2 Wo.)CH | Charteinstieg: 5. Oktober 2008                              |
| 2017 | Marionetten MannHeim                                                           | DE56 (1 Wo.)DE | — | — | Charteinstieg: 12. Mai 2017                                 |

### Als Gastmusiker
| Jahr | Titel Album        | Höchstplatzierung, Gesamtwochen, AuszeichnungChartplatzierungen (Jahr, Titel, Album, Platzierungen, Wochen, Auszeichnungen, Anmerkungen) | Höchstplatzierung, Gesamtwochen, AuszeichnungChartplatzierungen (Jahr, Titel, Album, Platzierungen, Wochen, Auszeichnungen, Anmerkungen) | Höchstplatzierung, Gesamtwochen, AuszeichnungChartplatzierungen (Jahr, Titel, Album, Platzierungen, Wochen, Auszeichnungen, Anmerkungen) | Anmerkungen                                                       |
| Jahr | Titel Album        | DE | AT | CH | Anmerkungen                                                       |
| ---- | ------------------ | --- | --- | --- | ----------------------------------------------------------------- |
| 2001 | Carpe diem Chokmah | DE66 (2 Wo.)DE | — | — | Erstveröffentlichung: 15. Oktober 2001 Nena feat. Söhne Mannheims |

## Videoalben und Musikvideos

### Videoalben
| Jahr | Titel Musiklabel                                                     | Höchstplatzierung, Gesamtwochen, AuszeichnungChartplatzierungen (Jahr, Titel, Musiklabel, Platzierungen, Wochen, Auszeichnungen, Anmerkungen) | Höchstplatzierung, Gesamtwochen, AuszeichnungChartplatzierungen (Jahr, Titel, Musiklabel, Platzierungen, Wochen, Auszeichnungen, Anmerkungen) | Höchstplatzierung, Gesamtwochen, AuszeichnungChartplatzierungen (Jahr, Titel, Musiklabel, Platzierungen, Wochen, Auszeichnungen, Anmerkungen) | Anmerkungen                                                                          |
| Jahr | Titel Musiklabel                                                     | DE | AT | CH | Anmerkungen                                                                          |
| ---- | -------------------------------------------------------------------- | --- | --- | --- | ------------------------------------------------------------------------------------ |
| 2005 | Power of the Sound Söhne Mannheims (UMG)                             | DE* GoldDE | AT1 (16 Wo.)AT | CH*CH | Erstveröffentlichung: 8. August 2005 Verkäufe: + 25.000; * siehe Livealbum           |
| 2008 | Wettsingen in Schwetzingen – MTV Unplugged Söhne Mannheims (Tonpool) | DE* GoldDE | AT1 (14 Wo.)AT | CH2 (7 Wo.)CH | Erstveröffentlichung: 21. November 2008 Verkäufe: + 25.000; * siehe Livealbum        |
| 2011 | Iz On Tour Live Oberhausen Söhne Mannheims (Tonpool)                 | DE*DE | — | — | Erstveröffentlichung: 10. November 2011 * Verkäufe werden Iz On hinzuaddiert         |
| 2015 | Evoluzion Live Söhne Mannheims (Tonpool)                             | DE*DE | — | — | Erstveröffentlichung: 20. November 2015 * Verkäufe werden dem Livealbum hinzuaddiert |

### Musikvideos
| Jahr | Titel                               | Regie                                        |
| ---- | ----------------------------------- | -------------------------------------------- |
| 2000 | Geh’ davon aus                      |                                              |
| 2000 | Dolphins                            | Farhad Yawari                                |
| 2000 | Wir haben euch noch nichts getan    | Roger Mönch                                  |
| 2001 | Dein Glück liegt mir am Herzen      | Marcus Sternberg                             |
| 2001 | Power of the Sound                  | Marcus Sternberg                             |
| 2003 | Mein Name ist Mensch                | Daniel Lwowski                               |
| 2003 | Volle Kraft voraus                  | Martin Kilger                                |
| 2004 | Vielleicht                          | Daniel Lwowski                               |
| 2004 | Dein Leben                          | Martin Kilger, Rouven Blankenfeld            |
| 2004 | Babylon System                      | Martin Kilger, Rouven Blankenfeld            |
| 2004 | Und wenn ein Lied                   | Martin Kilger, Xavier Naidoo                 |
| 2005 | Wenn du schläfst                    |                                              |
| 2008 | Zurück zu dir                       |                                              |
| 2009 | Iz On                               | Robert Bröllochs                             |
| 2009 | Ich wollt nur deine Stimme hör’n    | Robert Bröllochs                             |
| 2009 | Wenn du mich hören könntest         | Sven Haeusler                                |
| 2009 | Das hat die Welt noch nicht gesehen |                                              |
| 2011 | Ist es wahr (Aim High)              | Markus Gerwinat                              |
| 2011 | Für dich                            | Robert Bröllochs                             |
| 2011 | Freiheit                            |                                              |
| 2012 | Gesucht & Gefunden                  |                                              |
| 2014 | Augenblick                          | Markus Gerwinat                              |
| 2015 | Was ist geblieben                   | Donni Schoenemond                            |
| 2015 | Rosenblätter                        | Mikis Fontagnier                             |
| 2017 | Willst du mich begleiten?           |                                              |
| 2017 | Guten Morgen                        | Markus Gerwinat                              |
| 2017 | Wir leben im Jetzt                  | Mikis Fontagnier                             |
| 2020 | Moral                               | Mikis Fontagnier                             |
| 2020 | Miracle                             | Mikis Fontagnier                             |
| 2021 | Eine Million Lieder                 | Thomas Gellert, Magnelia Necoy, Hendrik Räch |
| 2021 | Am andern Ende der Welt             | Mikis Fontagnier                             |
| 2022 | Mut                                 | Mikis Fontagnier                             |
| 2022 | Keine Eile                          | Ralf Laubscher, Magnelia Necoy               |
| 2023 | New Fire                            | Mikis Fontagnier                             |
| 2025 | All Right Now                       | Mikis Fontagnier                             |

## Hörbücher
| Jahr | Titel Verlag                        | Anmerkungen                                                   |
| ---- | ----------------------------------- | ------------------------------------------------------------- |
| 2009 | Mutige Menschen Verlagsgruppe Lübbe | Erstveröffentlichung: 14. April 2009 mit Christian Nürnberger |

## Promoveröffentlichungen
| Jahr | Titel Album                                        | Anmerkungen                                                                     |
| ---- | -------------------------------------------------- | ------------------------------------------------------------------------------- |
| 2005 | Zurück zu dir Power of the Sound                   | Erstveröffentlichung: 2005                                                      |
| 2013 | Dein Glück liegt mir am Herzen (2013 TV Version) – | Erstveröffentlichung: 6. November 2013 Titellied zur ARD-Themenwoche: Zum Glück |

## Sonderveröffentlichungen

### Alben
| Jahr | Titel Musiklabel                                                | Anmerkungen |
| ---- | --------------------------------------------------------------- | --- |
| 2015 | Evoluzion – 20 Jahre (Deluxe Edition) Söhne Mannheims (Tonpool) | Erstveröffentlichung: 27. März 2015 erweiterte Fassung, Verkäufe werden der Kompilation hinzuaddiert (Inhalt: 2 CDs + 3 DVDs) |

| Jahr | Titel Musiklabel                                                               | Anmerkungen                             |
| ---- | ------------------------------------------------------------------------------ | --------------------------------------- |
| 2007 | Söhne Mannheims – Club-Tour 2007 Live-Tracks, Vol. 1 Söhne Mannheims (Tonpool) | Erstveröffentlichung: 23. Januar 2007   |
| 2007 | Söhne Mannheims – Club-Tour 2007 Live-Tracks, Vol. 2 Söhne Mannheims (Tonpool) | Erstveröffentlichung: 2. Februar 2007   |
| 2007 | Söhne Mannheims – Club-Tour 2007 Live-Tracks, Vol. 3 Söhne Mannheims (Tonpool) | Erstveröffentlichung: 15. Februar 2007  |
| 2007 | Söhne Mannheims – Club-Tour 2007 Live-Tracks, Vol. 4 Söhne Mannheims (Tonpool) | Erstveröffentlichung: 22. Februar 2007  |
| 2007 | Söhne Mannheims – Club-Tour 2007 Live-Tracks, Vol. 5 Söhne Mannheims (Tonpool) | Erstveröffentlichung: 9. März 2007      |
| 2011 | Casino BRD Tour Live Hamburg, NJOY Söhne Mannheims (Tonpool)                   | Erstveröffentlichung: 23. Dezember 2011 |

### Lieder
| Jahr | Titel Album                            | Anmerkungen                                                                                          |
| ---- | -------------------------------------- | --- |
| 2001 | Carpe diem Chokmah                     | Erstveröffentlichung: 29. Oktober 2001 Nena feat. Söhne Mannheims                                    |
| 2004 | Für immer und dich Für immer wie heute | Erstveröffentlichung: 4. Oktober 2004 Marianne Rosenberg feat. Söhne Mannheims; Original: Rio Reiser |

| Jahr | Titel Album                                                   | Anmerkungen                                                 |
| ---- | ------------------------------------------------------------- | ----------------------------------------------------------- |
| 2003 | Mein Name ist Mensch Rio Reiser – Familienalbum: Eine Hommage | Erstveröffentlichung: 27. Oktober 2003 Original: Rio Reiser |
| 2014 | Froh zu sein bedarf es wenig Giraffenaffen 3                  | Erstveröffentlichung: 14. November 2014 Original: Nena      |
| 2015 | Das hat die Welt noch nie gesehen Meylensteine                | Erstveröffentlichung: 12. Juni 2015 mit Gregor Meyle        |
| 2015 | Meine Stadt Meylensteine                                      | Erstveröffentlichung: 12. Juni 2015 mit Gregor Meyle        |

| Jahr | Titel Soundtrack                                                            | Anmerkungen                            |
| ---- | --------------------------------------------------------------------------- | -------------------------------------- |
| 2013 | Dein Glück liegt mir am Herzen (2013 TV Version) ARD-Themenwoche: Zum Glück | Erstveröffentlichung: 6. November 2013 |

### Videoalben
| Jahr | Titel Musiklabel                                      | Anmerkungen                                                                                                   |
| ---- | ----------------------------------------------------- | --- |
| 2012 | Live @ Rockpalast Sony Music (Sony)                   | Erstveröffentlichung: 9. November 2012 Teil der „Rockpalast“-Reihe                                            |
| 2014 | ElyZion (Deluxe Edition) Söhne Mannheims (Tonpool)    | Erstveröffentlichung: 21. Februar 2014 erweiterte Fassung mit Bonus-DVD; Verkäufe werden ElyZion hinzuaddiert |
| 2015 | Casino BRD Tour 2011 Söhne Mannheims (Tonpool)        | Erstveröffentlichung: 27. März 2015 Teil des Boxsets von Evoluzion – 20 Jahre                                 |
| 2015 | Live von der Waldbühne 2009 Söhne Mannheims (Tonpool) | Erstveröffentlichung: 27. März 2015 Teil des Boxsets von Evoluzion – 20 Jahre                                 |

## Statistik

### Chartauswertung
|                     | DE     | AT    | CH    |
| ------------------- | ------ | ----- | ----- |
| Nummer-eins-Alben   | DE3DE  | AT2AT | CH1CH |
| Top-10-Alben        | DE9DE  | AT9AT | CH7CH |
| Alben in den Charts | DE10DE | AT9AT | CH9CH |

|                       | DE     | AT     | CH     |
| --------------------- | ------ | ------ | ------ |
| Nummer-eins-Singles   | DE1DE  | AT—AT  | CH—CH  |
| Top-10-Singles        | DE4DE  | AT3AT  | CH3CH  |
| Singles in den Charts | DE18DE | AT10AT | CH11CH |

### Auszeichnungen für Musikverkäufe
| Goldene Schallplatte - Europa (Impala) - 2011: für das Album Iz On - 2016: für das Album Evoluzion – 20 Jahre Platin-Schallplatte - Europa (Impala) - 2011: für das Album Wettsingen in Schwetzingen – MTV Unplugged |

Anmerkung: Auszeichnungen in Ländern aus den Charttabellen bzw. Chartboxen sind in ebendiesen zu finden.
| Land/RegionAuszeichnungen für Musikverkäufe (Land/Region, Auszeichnungen, Verkäufe, Quellen) | Gold       | Platin     | Verkäufe  | Quellen           |
| -------------------------------------------------------------------------------------------- | ---------- | ---------- | --------- | ----------------- |
| Deutschland (BVMI)                                                                           | 7× Gold7   | 5× Platin5 | 1.700.000 | musikindustrie.de |
| Europa (Impala)                                                                              | 2× Gold2   | Platin1    | (550.000) | Einzelnachweise   |
| Österreich (IFPI)                                                                            | 5× Gold5   | 2× Platin2 | 140.000   | ifpi.at           |
| Schweiz (IFPI)                                                                               | 3× Gold3   | Platin1    | 95.000    | hitparade.ch      |
| Insgesamt                                                                                    | 17× Gold17 | 9× Platin9 |           |                   |